# Bertie Mee
Bertram Mee OBE (Highbury Vale, 1918. december 25. – 2001. október 21., Chipping Barnet) angol labdarúgó, edző.

## Pályafutása

### Játékosként
Mee játékosként a Derby County és a Mansfield Town csapataiban futballozott, mielőtt egy sérülés miatt fel kellett hagynia a labdarúgói pályafutásával. Visszavonulása után fizioterapeutaként dolgozott számos labdarúgóklubnál, mielőtt 1960-ban az Arsenal alkalmazta volna.

### Edzőként
1966-ban kinevezték őt az Arsenal vezetőedzőjének. 1968-ban és 1969-ben is az angol ligakupa döntőjébe vezette a londoni csapatot, azonban mindkét alkalommal elbukták a finálét. 1970-ben vásárvárosok kupája győztes lett; a döntőben a belga Anderlecht csapatát múlták felül. Az 1970-1971-es idényben az ágyusokkal angol bajnok és FA-kupagyőztes lett. Mee 1976-ban mondott le vezetőedzői pozíciójáról a csapatnál, Terry Neill váltotta őt posztján. Később a Watford csapatánál játékos-megfigyelőként és 1991-es visszavonulásáig sportvezetőként is dolgozott. 1984-ben a Brit Birodalom Rendjének tiszti fokozatával tüntették ki a labdarúgásért tett szolgálataiért.

## Sikerei, díjai

### Edzőként
- Arsenal
- Angol bajnok: 1970–1971
- FA-kupagyőztes: 1970–1971
- Vásárvárosok kupája győztes: 1969–1970